# Lucas Shlimon
Lucas Sarhaddon Shlimon, född 15 februari 2003, är en svensk fotbollsspelare som spelar för Örebro SK.

## Karriär
Inför säsongen 2020 gick Shlimon från Jönköpings Södra IF:s ungdomslag till Assyriska IK. Han spelade 13 matcher i Ettan Södra 2020, varav fem från start. Följande säsong spelade Shlimon 26 matcher och blev utsedd till årets talang i Ettan Södra.
I januari 2022 värvades Shlimon av Örebro SK, där han skrev på ett treårskontrakt. Shlimon gjorde sin Superettan-debut den 4 april 2022 i en 3–0-förlust mot IK Brage.